# Bojownik jawajski
Bojownik jawajski (Betta picta) – słodkowodna ryba z rodziny guramiowatych. Bywa hodowana w akwariach.

## Występowanie
Jawa i Sumatra

## Opis
Spokojna, pokojowo usposobiona ryba, która może być trzymana w akwarium wielogatunkowym. Wymaga zbiornika gęsto obsadzonego roślinami, z licznymi kryjówkami wśród korzeni i kamieni. Dorasta do ok. 6 cm długości.
Bojownik jawajski jest gębaczem. W czasie tarła samiec zbiera zapłodnioną ikrę do pyska i przetrzymuje ją do wylęgu młodych.

## Warunki w akwarium
| Zalecane warunki w akwarium | Zalecane warunki w akwarium        |
| --------------------------- | ---------------------------------- |
| Zbiornik                    | średni                             |
| Temperatura wody            | 22 – 28 °C                         |
| Twardość wody               | miękka do średnio twardej 4 – 14°n |
| Skala pH                    | 6 – 7,5                            |
| Pokarm                      | żywy, mrożony i suchy              |